# Chironia stokoei
Chironia stokoei là một loài thực vật có hoa trong họ Long đởm. Loài này được Verd. mô tả khoa học đầu tiên năm 1961.